# Ламбри
Ламбри́ (фр. lambris — обшивка, панель) — декоративный элемент и приём сплошного оформления стен архитектурного интерьера деревянными панелями. Такой приём и соответствующий термин появились в искусстве периодов французского Регентства и рококо, когда стенные панели стали украшать рельефной резьбой или лепным гипсовым декором с позолотой и росписью. Ламбри дополняли живописными десюдепортами, например в интерьере Зеркального зала (Салона принцессы) Отеля Субиз в Париже (архитектор Жермен Бофран, 1736—1739). Ламбри (несмотря на французское название) характерны для традиционной английской архитектуры. Близкое понятие — буазери.
В России французские ламбри привнесли в архитектуру в период петровского барокко архитектор Ж.-Б. А. Леблон и резчик-декоратор Н. Пино, который создал резные дубовые панно для кабинета Петра I в Большом дворце в Петергофе (1718).